# Llac Vanda
El Llac Vanda és un llac a la Vall Wright, Antàrtida. Té una superfície de 5,2 km², fa 5 km de llargada i té una fondària màxima de 69 m. Cubica 160.000.000 m³ d'aigua.
A la seva riba, Nova Zelanda hi va mantenir l'Estació Vanda de 1968 a 1995. El llac Vanda és hipersalí amb una salinitat més de deu vegades superior a la del mar, superior a la salinitat de la mar Morta, i potser més que la salinitat del llac Assal, que és el llac més salí fora de l'Antàrtida. També és un llac meromíctic, cosa que vol dir que les seves aigües profundes no es barregen amb les aigües somes. És un dels molts llacs salins de les valls sense gel de l'Antàrtida. Hi entra el riu Onyx que és el més llarg de l'Antàrtida.

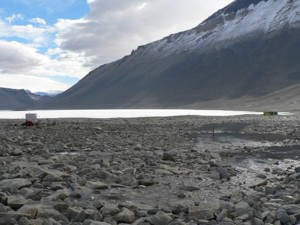
Llac Vanda cobert de gel amb el riu Onyx al fons a la dreta

El llac Vanda està cobert al llarg de l'any per una làmina de gel transparent que fa de 3,5 a 4 m de gruix però aquesta es fon cap a la fi de desembre formant un fossat d'uns 50 m des de la riba fins que es torna a glaçar.
No hi ha peixos al Llac Vanda ni al riu Onyx, però hi ha cianobacteris i hi creixen algues. Les investigacions científiques estan limitades a la capa superior.